# Scytalopus latebricola
A Scytalopus latebricola a madarak osztályának verébalakúak (Passeriformes) rendjébe és a fedettcsőrűfélék (Rhinocryptidae) családjába tartozó faj.

## Rendszerezése
A fajt Outram Bangs amerikai zoológus írta le 1899-ben.

## Előfordulása
Kolumbia területén honos. Természetes élőhelyeik szubtrópusi és trópusi hegyi esőerdők, valamint másodlagos erdők. Állandó, nem vonuló faj.

## Megjelenése
Testhossza 11 centiméter.

## Természetvédelmi helyzete
Az elterjedési területe kicsi, egyedszáma viszont stabil. A Természetvédelmi Világszövetség Vörös listáján mérsékelten fenyegetett fajként szerepel.